# Bederní páteř

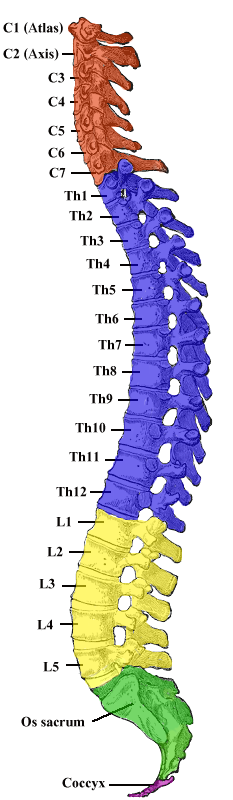
Lidská páteř – boční pohled; barevně jsou rozlišeny jednotlivé části páteře: hnědě krční, fialově hrudní, žlutě bederní, zeleně křížová, vínově kostrční

Bederní páteř je oblast páteře tvořená 5 bederními obratli (nezanedbatelné procento lidí má jen 4 nebo naopak 6 bederních obratlů). Bederní páteř je fyziologicky vyklenuta dopředu (lordosis lumbalis). Mezi jednotlivými těly obratlů jsou meziobratlové ploténky (discus intervertebralis).
Bederní obratel (lat. vertebara lumbalis) je stejně jako jiné obratle tvořen tělem, obloukem a výběžky. Tělo bederních obratlů je ledvinovitého tvaru a je mohutnější než u hrudních obratlů. V přední části je tělo obratle vyšší (dohromady tvoří prohnutí - lordózu). V medicíně se bederní obratle značí písmenem L a pořadím obratle v páteři počítáno od shora (např.: 3. bederní obratel L3). Pátý bederní obratel se od prvních čtyř svou stavbou výrazněji liší.
V každém bederním obratli je otvor (foramen vertebrale) víceméně trojúhelníkového tvaru. Otvor je větší než u hrudních obratlů, ale menší než u krčních. Kombinací otvorů ve všech obratlích a kosti křížové vznikne páteřní kanál (canalis vertebralis). V páteřním kanálu prochází mícha (medulla spinalis) obalená v plenách.